# サム・プラットリー
サム・プラットリー（Sam Prattley、1990年1月16日 - ）は、ニュージーランド・ブレナム出身のラグビーユニオン選手。

## プロフィール
- ポジションはプロップ(PR)。
- 身長 196cm、体重 116kg
- U20ニュージーランド代表に選ばれたことがある。

## 略歴
タスマン、オークランド、ブルーズ、チーフスを経て、2018年12月、スーパーラグビーサンウルブズに追加召集された。